# 卡謝烏河紅樹林國家公園
12°17′54″N 16°11′59″W / 12.29833°N 16.19972°W
卡謝烏河紅樹林國家公園是幾內亞比索的國家公園，位於該國西北部，處於卡謝烏河，成立於2000年12月1日，面積886平方公里，是西非最大的紅樹林環境，紅樹林覆蓋面積高達68％。